# Liste der Staatsoberhäupter 232
Übersicht
◄◄ | ◄ | 228 | 229 | 230 | 231 | Liste der Staatsoberhäupter 232 | 233 | 234 | 235 | 236 | ► | ►►

Weitere Ereignisse

## Afrika
- Aksumitisches Reich
  - König: Azaba (ca. 230)

- Römisches Reich
  - Provincia Romana Aegyptus
    - Präfekt: Mevius Honoratianus (231/232–236)

## Asien
- Armenien
  - König: Trdat II. (217–252)

- China
  - Norden
    - Kaiser: Cao Rui (226–239)

  - Südwesten
    - Kaiser: Liu Shan (223–263)

  - Südosten
    - Kaiser: Sun Quan (229–252)

- Iberien (Kartlien)
  - König: ??? (217–233)

- Japan (Legendäre Kaiser)
  - Kaiserin: Jingū (200–269)

- Korea
  - Baekje
    - König: Gusu (214–234)

  - Gaya
    - König: Geodeung (199–259)

  - Goguryeo
    - König: Dongcheon (227–248)

  - Silla
    - König: Jobun (230–247)

- Kuschana
  - König: Kanischka II. (220–242)

- Sassanidenreich
  - Schah (Großkönig): Ardaschir I. (224–240/242)

## Europa
- Bosporanisches Reich
  - König: Kotys III. (227/228–233/234)

- Römisches Reich
  - Kaiser: Severus Alexander (222–235)
    - Konsul: Lucius Virius Lupus Iulianus (232)
    - Konsul: Lucius Marius Maximus (232)